# Philothéï de Sourotí
Philothéï de Sourotí (en grec : Φιλοθέη της Σουρωτής (Philothéï tis Sourotis)), aussi appelée Philothée de Sourotí, est l'actuelle higoumène du monastère de saint Jean le Théologien à Sourotí. 
Elle occupe cette fonction depuis la fondation du monastère, en 1967. 

## Biographie
Née Philothéï Samaras, elle est originaire de Tríkala. En 1967, elle obtient la responsabilité de la gestion du monastère de saint Jean le Théologien à Sourotí, nouvellement fondé, par un choix à l'unanimité des autres moniales.  
Elle est en lien avec Païssios l'Athonite, et établit avec lui une relation de confiance. Elle est notamment celle qui demande au métropolite de Cassandrie, alors que Païssios est alité et atteint d'un cancer dans le monastère, son autorisation pour qu'il soit enterré là, étant donné que le moine ne peut pas se déplacer pour effectuer la demande lui même,. Le métropolite accède à la demande du moine transmise par l'higoumène,.  
En 2015, avec d'autres sœurs du monastère, elle offre une icône de saint Païssios en leur nom au patriarche œcuménique de Constantinople, Bartholomée Ier. En 2016, elle accueille la visite d'Hiéronyme II, archevêque d'Athènes et de toute la Grèce.